# Mont Agut (Terol)
Mont Agut (aragonès) o Monteagudo del Castillo (castellà) és un municipi d'Aragó, situat a la província de Terol i enquadrat a la comarca de la Comunitat de Terol. El poble es troba a la zona més septentrional de la comarca i fa frontera amb la Serra de Gúdar i la comarca del Maestrat.